# Wilhelmina Geddes

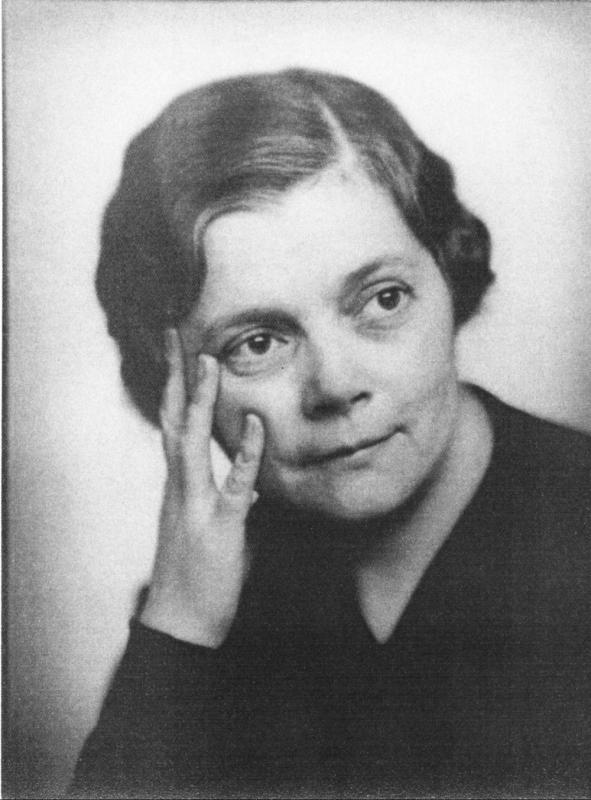
Wilhelmina Geddes, 1940

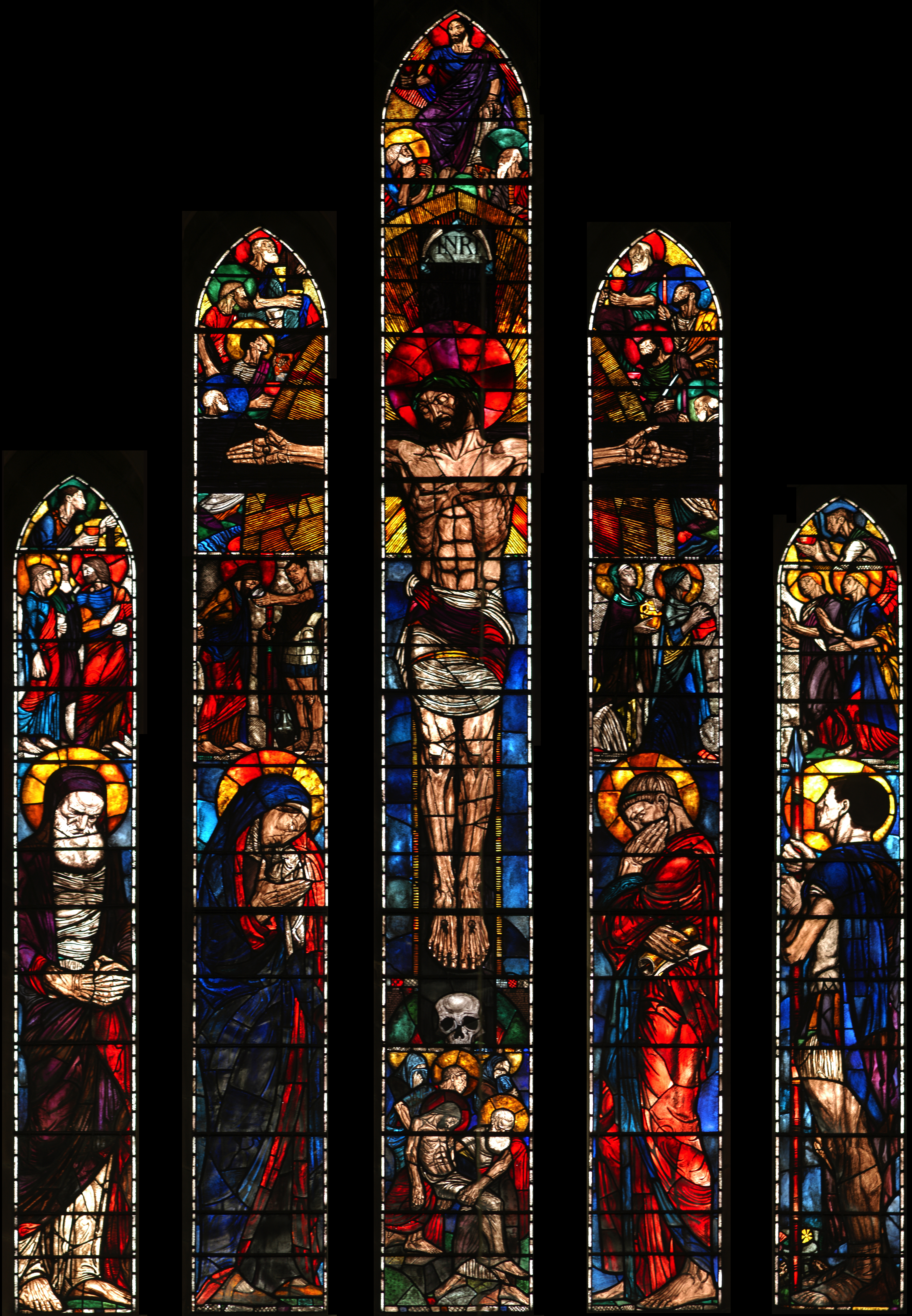
Glasfenster mit Kreuzigungsgruppe von Wilhelmina Geddes zum Andenken an die Gefallenen der Gemeinde des 1. Weltkriegs, Church of St Luke, Wallsend, 1922

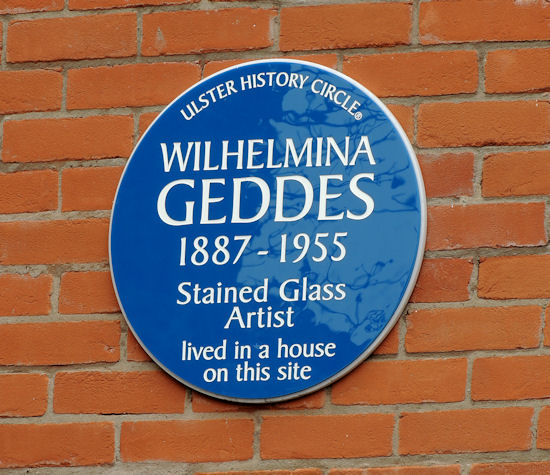
Plakette des Ulster History Circle am Haus der Familie Geddes, Marlborough Park South, Belfast.

Wilhelmina Margaret Geddes (* 25. Mai 1887 in Leitrim, County Leitrim; † 10. August 1955 in London) war eine irische Glasmalerin, die eine wichtige Vertreterin der irischen Arts-and-Crafts-Bewegung und des britischen Buntglasrevivals des 20. Jahrhunderts war.

## Leben
Geddes wurde auf dem Hof ihrer Großeltern mütterlicherseits in Drumreilly Cottage in Leitrim geboren. Sie war die älteste der vier Töchter von William Geddes (ca. 1852–1916) und seiner Frau Eliza Jane Safford (1863–1955). Die aus Schottland nach Irland eingewanderte Familie war hauptsächlich in der Landwirtschaft tätig.  Ihr Vater, ein Methodist, der in der Nähe des väterlichen Bauernhofs in Tandragee, County Armagh, geboren wurde, wanderte als junger Mann nach Amerika aus und arbeitete dort eine Zeit als Arbeiter im Eisenbahnbau. Er war dann als Bauingenieur bei der Cavan, Leitrim and Roscommon Railway Company tätig. Als sie noch ein Kleinkind war, zogen ihre Eltern nach Belfast, wo ihr Vater sich als Bauunternehmer selbstständig machte und wo Geddes ihre Heimat sah. Auch nach ihrem späteren Umzug nach London behauptete Geddes, dass ihre Identität als gebürtige Belfasterin nie ins Wanken geraten und sie immer „eine Belfasterin“ gewesen sei.
Geddes lernte das Zeichnen zunächst von einer Lehrerin in Ayrshire, wo ihr Vater gelegentlich zur Jagd ging. Zusammen mit ihren drei jüngeren Schwestern begann sie ihre Schulbildung am Methodist College Belfast. Geddes wurde von Rosamond Praeger, einer Bildhauerin aus dem County Down, ermutigt, ihr Studium fortzusetzen. Geddes wurde als Studentin an der Belfast School of Art der University of Ulster angenommen. Hier passte Geddes ihren Stil an und verbesserte ihn, und sie lernte professionelle Kunstwerke kennen.
Noch während ihres Studiums an der Belfast School of Art nahm Geddes an der vierten Ausstellung der Arts and Crafts Society of Ireland teil. Für diese Ausstellung steuerte Geddes eine leuchtend farbige Illustration des Buches Cinderella Dressing the Ugly Sister bei, die heute in der Dublin City Gallery The Hugh Lane ist. Bei dieser Ausstellung wurde Sarah Purser auf Geddes’ Arbeit aufmerksam, eine etablierte Malerin und auf der Suche nach neuen Schülern, die sie in die Glasmalerei einführen konnte. Purser, die später Geddes’ lebenslange Mentorin wurde, lud sie ein, mit ihr in Dublin bei dem etablierten Glasmaler William Orpen zu arbeiten. Geddes schenkte Purser später als Dank für die Einladung eine ihrer ersten Arbeiten, das Glasmalerei-Trptychon Life of St Colman MacDuagh, heute in der Hugh Lane Gallery.
Geddes steuerte 1907 eine Aquarell-Illustration zu eines „Balladenverkäufers“ zur Belfast Art Society bei. 1933 wurde sie zum assoziierten Mitglied der Ulster Academy of Arts, der Nachfolgeorganisation der Belfast Art Society, bevor sie 1935 zum Ehrenmitglied ernannt wurde. Geddes zeigte 1911 fünf Illustrationen auf dem Kulturfestival Oireachtas na Gaeilge. Einundzwanzig Jahre später beteiligte sie sich noch einmal, als sie 1932 drei Karikaturen und drei Skizzen für Glasmalerei ausstellte.
Geddes kam 1910 zu Purser in die renommierte Glasmalereiwerkstatt An Túr Gloine. Hier entdeckte Geddes ihre Leidenschaft für die handwerkliche Kunst der Glasmalerei und schuf ihre wichtigsten Werke. Sie erhielt wichtige Aufträge von der St. Ann’s Church in der Dubliner Dawson Street und der presbyterianischen Kirche in Rathgar. Von Krankheit geplagt, kehrte sie vor 1916 nach Belfast zurück und lebte zwischen dort und Dublin, bis sie 1925 nach London zog, um im  The Glass House in Fulham zu arbeiten.
Ihr Werk galt als bahnbrechend und stellte eine Abkehr vom spätviktorianischen Ansatz dar. Sie schuf eine neue Sichtweise auf Männer in Glasfenstern, indem sie sie mit kurzgeschorenen Köpfen darstellte:

„The muscularity and tension of her portraiture is matched by the radical design of her constructions. Ambitious large-scale projects, as at the cathedral in Ypres, are equalled by the drama of smaller-scale work at Wallasey (Lancashire) and Wallsend (Northumberland), or war memorial windows in obscure country churches.“

„Die Muskulosität und Spannung ihrer Porträts wird durch die radikale Gestaltung ihrer Bauten ergänzt. Ehrgeizige Großprojekte wie in der Kathedrale von Ypern werden von der Dramatik kleinerer Arbeiten in Wallasey (Lancashire) und Wallsend (Northumberland) oder von Kriegsgedenkfenstern in unbekannten Landkirchen aufgewogen.“

Trotz der Entbehrungen, die das Leben in London während des Zweiten Weltkriegs, Armut und Krankheit mit sich brachte, entwarf Geddes siebzehn Glasmalerei-Werke in großem Maßstab, von denen sie sechzehn vollendete.
Geddes starb 1955 in London an einer Lungenembolie.  Sie wurde auf dem Friedhof in Carnmoney im County Antrim zusammen mit ihrer Mutter und ihrer Schwester Ethel begraben.
Im März 2010 benannte die IAU einen Merkurkrater nach ihr.

## Werke
Eine Auflistung von Glasfenster von Geddes in vielen Fällen mit Abbildungen findet sich in der 2015 entstandenen Biografie zu Wilhelmina Geddes von Nicola Gordon Bowe. Zu den wichtigsten gehören die Fenster in Ottawa, Blackrock (Dublin) und Lampeter.
Das War Memorial-Fenster in der St.-Bartholomäus-Kirche, Ottawa, wurde von Prinz Arthur, 1. Duke of Connaught and Strathearn, 1916 in Auftrag gegeben. Das Fenster ist ein Gedenkstück, das Bilder trauernder Männer und Frauen zeigt. Geddes verwendet in ihrem Ottawa-Fenster die Grundfarben, von denen Gelb und Schwarz am stärksten hervortreten.
Die Fenster mit dem Erzengeln Gabriel, Michael und Rafael in der All Saints Church im Dubliner Vorort Blackrock von 1925 wurden von Gemeindemitgliedern zum Gedenken an die Opfer des Ersten Weltkriegs in Auftrag gegeben. Gabriel mit einem roten Heiligenschein und einem steinernen Gesichtsausdruck steht hart und solide da und zeigt ein kriegerisches, schroffes Gesicht. Er trägt einen blau-weißen Mantel, den er um sich selbst wickelt. In seinen Händen hält Gabriel einen Zweig, der ihm im Paradies geschenkt wurde, und einen Spiegel mit einem „X“, dem Symbol für Christus.
Das Westfenster in der St.-Peter-Kirche in Lampeter in Wales von 1943 war Geddes’ letztes monumentales Werk in Glasmalerei. Es misst ungefähr 4 × 7 Meter und wurde 1937 von Sir George Arthur Harford zum Gedenken an seinen Vater, Sir John Charles Harford, in Auftrag gegeben, doch Geddes’ nachlassender Gesundheitszustand und die Unterbrechungen durch den Krieg verzögerten die Fertigstellung bis 1943 und die Installation bis 1946. Sie malte die Figuren auf Glas mit einer großen Klarheit und Farbigkeit. Die drei Hauptfiguren, die in diesem Werk dargestellt sind, sind Christus, der Heilige Petrus und der Heilige Andreas. Diese Figuren werden so dargestellt, als seien sie mit Gedanken jenseits der „irdischen Sorgen“ beschäftigt. Christus ist die zentrale Figur und steht höher als Petrus und Andreas. Christus hält in seinen Händen eine byzantinische Kirche aus rosa und goldenem Stein, die auf einem Felsen steht. Diese Felsenkirchen-Symbolik bezieht sich auf einen Bibelvers im 16. Kapitel des Evangeliums nach Matthäus.